# Вотка
Вотка (од рус. водка), жестоко је алкохолно пиће, најчешће безбојно, настало дестилацијом житарица или кромпира. Назив потиче од словенске ријечи вода, као деминутив у руском језику.
Поред занемарљиве количине адитива укуса, вотка се углавном састоји само од алкохола (етанола) и воде. Количина алкохола се креће у опсегу од 35% до 70%. Класична руска вотка има 40% алкохола. То се приписује руским стандардима које је 1894. године увео Александар III и то након истраживања Дмитрија Мендељејева. Судећи по налазима Музеја вотке у Санкт Петербургу, Мендељејев је дошао до сазнања да је савршен постотак 38%, али пошто су се у то доба алкохолна пића опорезивала по постотку алкохола у њима, ради лакшег прорачуна одређен је стандардни износ од 40%. Када је постотак алкохола мањи од наведеног, укус вотке може бити „воденаст“, а већи постоци дају „жешћу“ вотку. По савезном закону САД, минимални постотак алкохола у вотки је 40%, а по европским стандардима – 37,5%.
Иако се вотка углавном пије „чиста“, без додатних састојака и пића, у јужној Европи и скандинавским земљама вотка своју популарност дугује растућој употреби у разним коктелима као што су Блади Мери, Мартини идр.

## Историја
Поријекло вотке још није до краја разјашњено, али се претпоставља да вотка потиче са простора који обухватају данашњу Пољску, Украјину, западну Русију и Бјелорусију. Први писани налаз у Пољској датира од 1405. године у судском регистру Сандомирца. У Русији, први званични писани спомен вотке у њеном савременом значењу је декрет краљице Катарине I, 8. јуна 1751, који је регулисао власништво дестилерија вотке.
Вотка је данас једно од најпопуларнијих пића на свијету. Ријетко се пила ван Европе до 1950-их, али њена се популарност проширила у Нови свијет преко послијератне Француске (Пабло Пикасо је једном окарактерисао послијератну Француску као тројку „Брижит Бардо, модерни џез, пољска вотка“). До 1975. продаја вотке у Сједињеним Америчким Државама надмашила је продају бурбон вискија, који је дотад био најпопуларније жестоко пиће. У другој половини 20. вијека, вотка је своју популарност дуговала својству да оставља „без задаха“, као што је једна реклама тврдила „немогуће детектовати мирис алкохола у даху“.
По „Пингвиновој књизи алкохолних пића и ликера“, „низак ниво додатака које дају арому алкохолу, али које доприносе пост-ефектима велике конзумације, вотку чине »сигурнијим« пићем, али не и што се тиче могућности тровања које, зависно од постотка алкохола, могу бити високе“. (Памела Вандајл Прајс, [Хармондсворт и Њујорк: Пингвинове књиге, 1980)

## Производња
Вотка може настати дестилацијом било које биљке богате скробом/шећером; данас се већином прави од житарица попут кукуруза, ражи и пшенице. Таква вотка сматра се много бољом од вотке начињене од других житарица. Неке врсте вотке праве се од парадајза, меласе, соје, грожђа и понекад чак од нуспроизвода рафинисаног уља или обраде дрвене масе. У неким земљама средње Европе, попут Пољске, вотка се може правити и тако што се ферментира раствор кристалног шећера и неких соли ради ферментације а затим дестилује пар седмица касније. Данас се вотка производи широм свијета. У Европској унији се расправља о стандардизацији вотке, а земље појаса водке инсистирају да се само алкохолна пића произведена од житарица, меласе од кромпира и шећерне репе смеју жигосати као „вотка“, по традиционалним методама производње.
У Сједињеним Државама, многе вотке се праве од 95% чистог житаричног алкохола који у великим количинама производе пољопривредно-индустријски гиганти Арчер Даниелс Мидланд, Корпорација за прераду житарица, и Производи од житарица средњег запада (MGP). Пунионици купују основна жестока пића на велико, а затим филтрирају, разблажују, дистрибуирају и пласирају крајњи производ под различитим маркама вотке. Сличне методе се користе у другим регионима као што је Европа.
Овај чисти алкохол од житарица, такође познат као ректификовани алкохол, неутрални алкохол или етил алкохол пољопривредног порекла, такође је доступан директно потрошачима у неким областима, као производи као што су Еверклер, Полмосов ректификовани спирит и други. За разлику од водки са веома високом ABV као што је бугарски Балкан 176° са 88% ABV, ови производи од алкохола од житарица се не сматрају водком; нису (још) прошли кроз процес филтрације и рафинације који се користи за производњу вотке.
Студија спроведена на NPR-овом подкасту Планета новац открила је занемарљиве разлике у укусу између различитих брендова вотке, што је довело до спекулација о томе колико брендирање доприноси концепту „супер-премиум вотке“.

## Додатни укуси
Поред тога што се разне врсте вотке могу категорисати по садржају алкохола, оне се такође могу категорисати у двије главне групе: чисте вотке и ароматичне вотке. У ове друге спадају тзв. горке вотке попут руске „Јубилејне“ и „Перцовке“.
Већина врста вотке је без додатних укуса, али у земљама које су значајни произвођачи вотке можемо пронаћи широк избор ароматичних вотки, обично по домаћим рецептима, и то ради побољшања укуса вотке или због медицинских својстава. Зачини укључују црвену паприку, ђумбир, разне воћне додатке, ванилу, чоколаду (без заслађивача) и цимет. Украјинци производе комерцијалну вотку по имену „Трава светог Јована“. Пољаци и Бјелоруси додају листове локалне траве за бизоне да би произвели Зубровку, жућкасту вотку благо слатког укуса. У Украјини и Русији је такође јако популарна вотка зачињена медом и паприком (Пертсовка, руска, и З пертсем, Украјинска). Чувена пољска вотка зачињена медом зове се Крупник.
Традиција ароматизовања вотке је такође распрострањена у нордијским земљама, гдје је вотка, помијешана са разним травама, воћем и зачинима, уобичајено жестоко пиће за све врсте традиционалних сезонских прослава, нарочито средином љета. Само у Шведској постоји четрдесетак врста вотке зачињене разним травама. У Пољској постоји посебна категорија пића звана „налевка“ која се састоји од алкохолних пића базираних на вотки и зачињених воћем, корењем, цветовима или екстрактима траве, који су обично домаће производње или се праве у мањим, локалним, дестилеријама. Количина алкохола у овим пићима се креће од 15% до 75%.
Пољаци такође праве изузетно чисту (95%) вотку, чисти алкохол, који се користи у разне сврхе. Технички, пошто је ово врста вотке, она се продаје у продавницама пића, а не у апотекама. Слично, на њемачком тржишту се обично може наћи њемачки, мађарски, пољски или украјински тип вотке са постотком од 90 до 95.

## Европска унија
Произвођачи вотке у Финској, Пољској и Шведској воде кампању за доношење закона који би само вотку од житарица и парадајза прогласио правом вотком, а не и било који етил-алкохол (од, на примјер, јабука и грожђа). Овоме се оштро противе земље јужне Европе, које често производе вотку од каше која се већ користила за производњу вина. По овом закону би било које пиће, које није начињено од житарица или парадајза било означено са „алкохолно пиће“.